# Raúl Arribas
Raúl Arribas Torre (Mollet del Vallès, España, 23 de junio de 1969) es un exfutbolista español. Jugaba de portero.
Formado en la cantera del R. C. D. Español, su debut profesional se dio en el C. E. L'Hospitalet, en Segunda División B, donde estuvo tres temporadas cedido. En el año 1991 fue cedido al Palamós, de la Segunda División. La temporada 93-94 la disputó en Segunda con su club, el Español, recién descendido, consiguiendo el ascenso a la máxima categoría. Se mantuvo hasta 1998 en la entidad perica. Con tan solo once partidos disputados en cinco temporadas, hizo las maletas al Club Deportivo Leganés, de la Segunda División. Fue el portero titular durante las siete temporadas que jugó con los blanquiazules. Consumado el descenso a Segunda B en 2004, jugaría una temporada más en el club pepinero, en Segunda B, antes de hacer las maletas al equipo de la localidad vecina de Alcorcón. En 2008 colgó las botas.
Junto con su mujer regenta la Clínica Dental Domenech en Leganés.

## Clubes
- 1988-91 C. E. L'Hospitalet
- 1991-93 Palamós C. F.
- 1993-98 R. C. D. Español
- 1998-05 C. D. Leganés
- 2005-08 A. D. Alcorcón